# Château de la Bastidette
Ne doit pas être confondu avec le Château de Labastidette Basse à Pontcirq
Le château de la Bastidette, de la Bastide ou de Bastida en Bengilho, est un château situé à Le Ségur, dans le Tarn, en région Occitanie (France).

## Historique

### Origine
Le château de la Bastidette semble dater du XIIIe siècle, comme en témoigne le donjon caractéristique de cette période historique. De plus, les registres notariaux de 1229 font état du lieu-dit de la Bastidette comme chef lieu féodal, ce qui confirme cette thèse.

### Les seigneurs de Labastidette
En 1446, le chevalier Raimond, de la famille de Monestiés, est qualifié de seigneur de la Bastida en Bengilho, avec son fils Guillaume. Puis en 1489 et 1501, est mentionné Jean de Monestiés, puis son fils, aussi nommé Jean, cité en 1501 et seigneur jusqu'en 1525.
En 1593, le seigneur de Labastidette, qui devait jusqu'alors habiter ailleurs, s'installe au château,. En raison des guerres de Religion, en 1595, les alentours du château sont menacés par les troupes du Duc de Joyeuse, chef catholique mais aucune combat n'a lieu.
En 1641, Jacques de La Bouirié est le propriétaire du château, avant que l'édifice ne passe dans la famille de Clayrac, ce dont témoigne les naissances de Marc-Antoine de Clayrac et de Isabeau de Clayrac, qui ont toutes deux lieux au château, respectivement en 1656 et 1705.
Juste avant la révolution française, le seigneur de Labastidette est un certain Monsieur de Villiers.

## Architecture
Le château de la Bastidette s'organise sur deux ailes, positionnées en équerre, dont l'une se termine à l'Est par le donjon. Ce donjon de vingt mètres de haut, auquel est flanquée une fine tour carrée plus haute que lui, compose la partie la plus ancienne de l'édifice. Quasiment aveugle, il n'est ouvert sur l'extérieur que par une unique fenêtre à meneaux. C'est un élément caractéristique de l'architecture du XIIIe siècle dans le sud-ouest de la France, de plan carré et sans voûtes.
L'intérieur de la demeure abrite encore des éléments d'époque, tel qu'un bel escalier à vis, ainsi que plusieurs portes en arc brisé, dont la plupart datent d'avant le XVe siècle. Sous le donjon s'étalent plusieurs souterrains, appelés "prisons du château", dans lesquels on descend par un escalier ou une corde,.
Le château originel devait sûrement être plus étendue qu'actuellement, mais les remaniements successifs ont dû le priver d'une partie de sa superficie. Différentes ruines visibles sur le site, tel que ce qui semble être un long mur avec une tour lui faisant angle, confirment cette théorie.